# یوجین یانسون
یوجین فردریک جانسون یا اوژن جانسون (به انگلیسی: Eugène Fredrik Jansson) (۱۸ مارس ۱۸۶۲، استکهلم - ۱۵ ژوئن ۱۹۱۵، اسکارا) یک نقاش سوئدی که به خاطر تابلوی منظره‌نگاری شبانه خود مشهور بود. وی تا اواخر عمر، از حدود سال ۱۹۰۴، عمدتاً برهنه‌های مذکر را نقاشی کرد. او بعضاً به عنوان «نقاش آبی» بنام blåmålaren نامیده می‌شد.

## زندگی
والدین جانسون متعلق به قشر طبقه کارگر و طبقه متوسط پایین بودند، اما آن‌ها به هنر و موسیقی علاقه‌مند بوده و برای دو پسرشان، اوژن و برادر کوچکترش آدریان، جاه طلبی داشتند. اوژن به مدرسه آلمانی در استکهلم رفت و درس پیانو گرفت. بیماری مخملک در سن چهارده سالگی برای وی مشکلات سلامتی از جمله بینایی بد و شنوایی و مشکلات مزمن کلیه ایجاد نمود که در طول عمر خود رنج برد.
او تمام زندگی خود را به همراه مادر و برادرش در سودمالم، بخش جنوبی استکهلم گذراند. آن‌ها سرانجام در یک آپارتمان در شماره ۴۰ باستوگاتان، در ارتفاعی با منظره ای از بیشتر استکهلم مرکزی از جمله خلیج ریدارفاردن و گملا ستان ساکن شدند. بیشتر نقاشی‌های او از دهه ۱۸۹۰ تا ۱۹۰۴ نمای شبانه ریدارفاردن است.
مورخان از بیان اینکه وی احتمالاً دارای گرایش‌های همجنس‌گرایانه بوده طفره می‌رفتند اما پژوهش‌های جدیدتر نشان داد که وی چنین تمایلاتی داشته و حداقل با یکی از مدل‌های مرد رابطه داشته‌است.

## نگارخانه

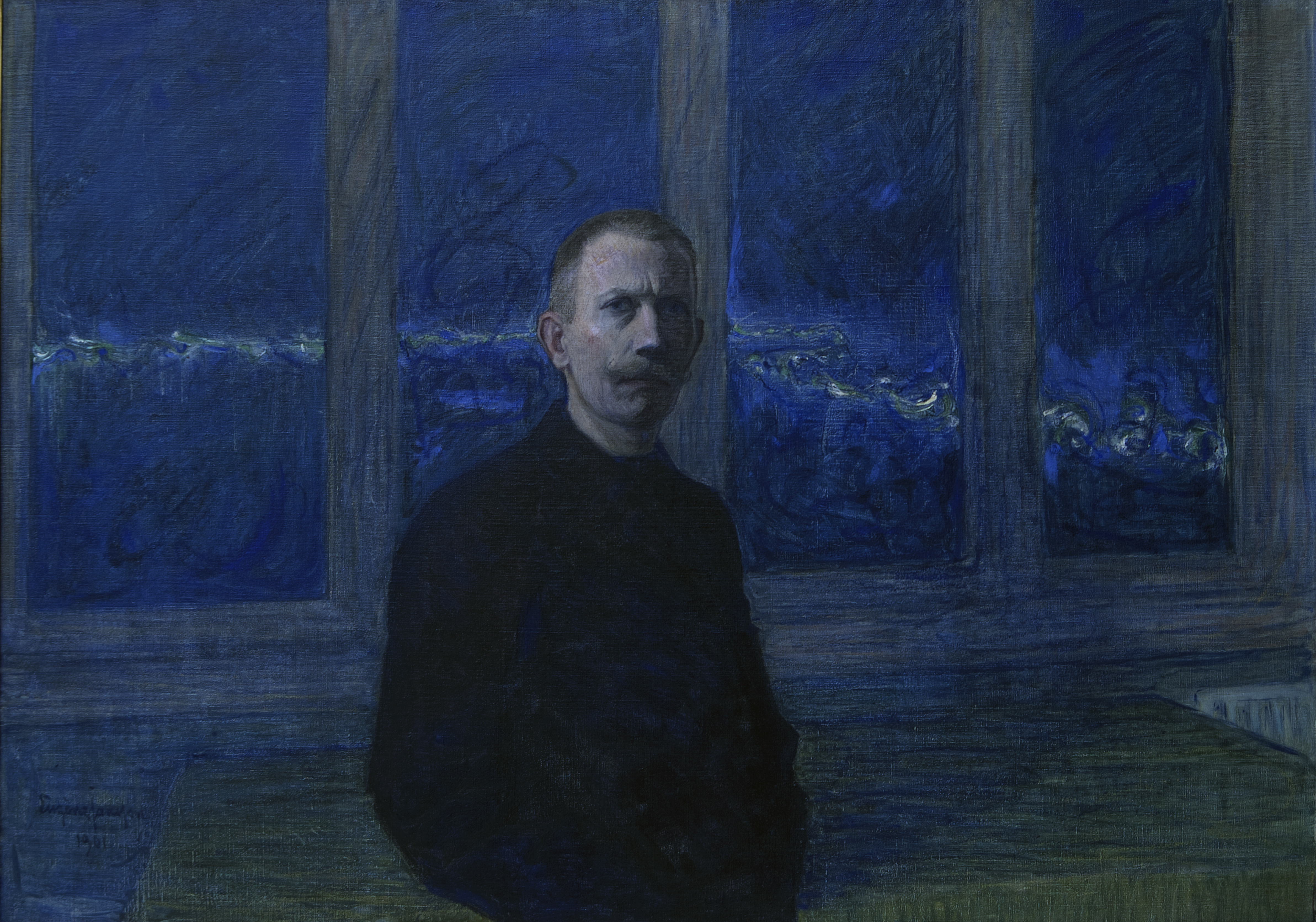
خودنگاره ۱۹۰۱ م. گالری تیل
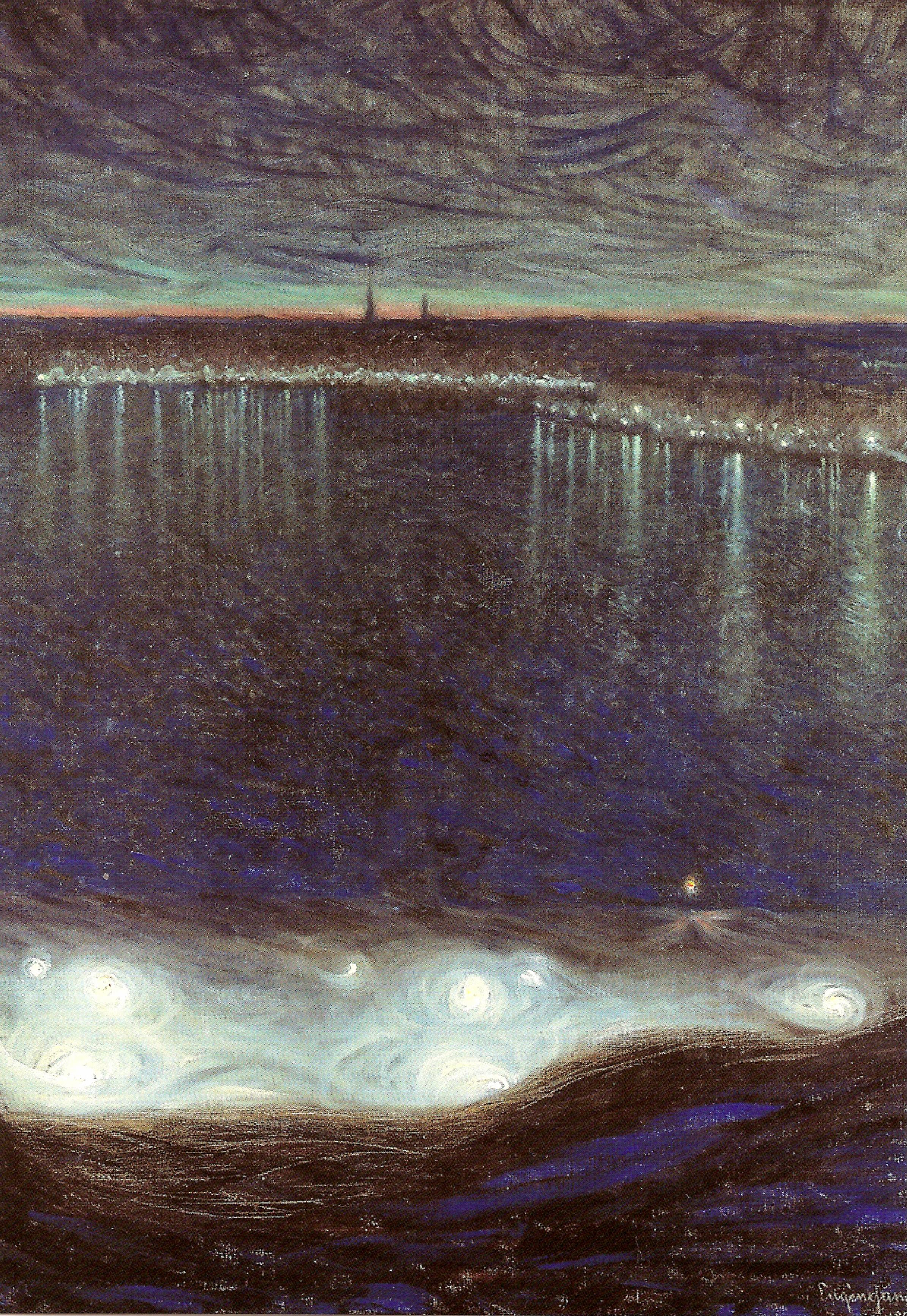
Riddarfjärden در استکهلم، ۱۸۹۸، موزه ملی (تصویر برش خورده)
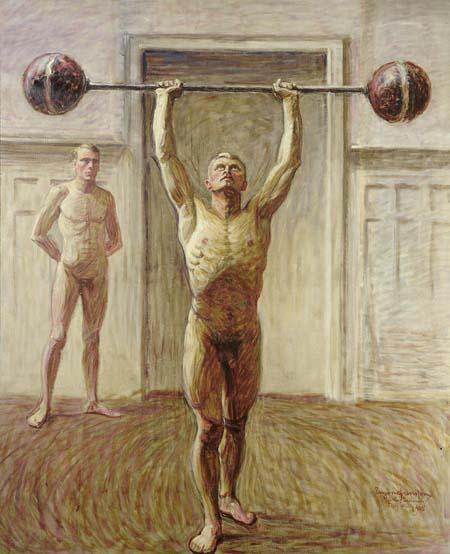
زورآزمایی با دو بازو، II ،۱۹۱۳-۱۴ (در یک مجموعه خصوصی)
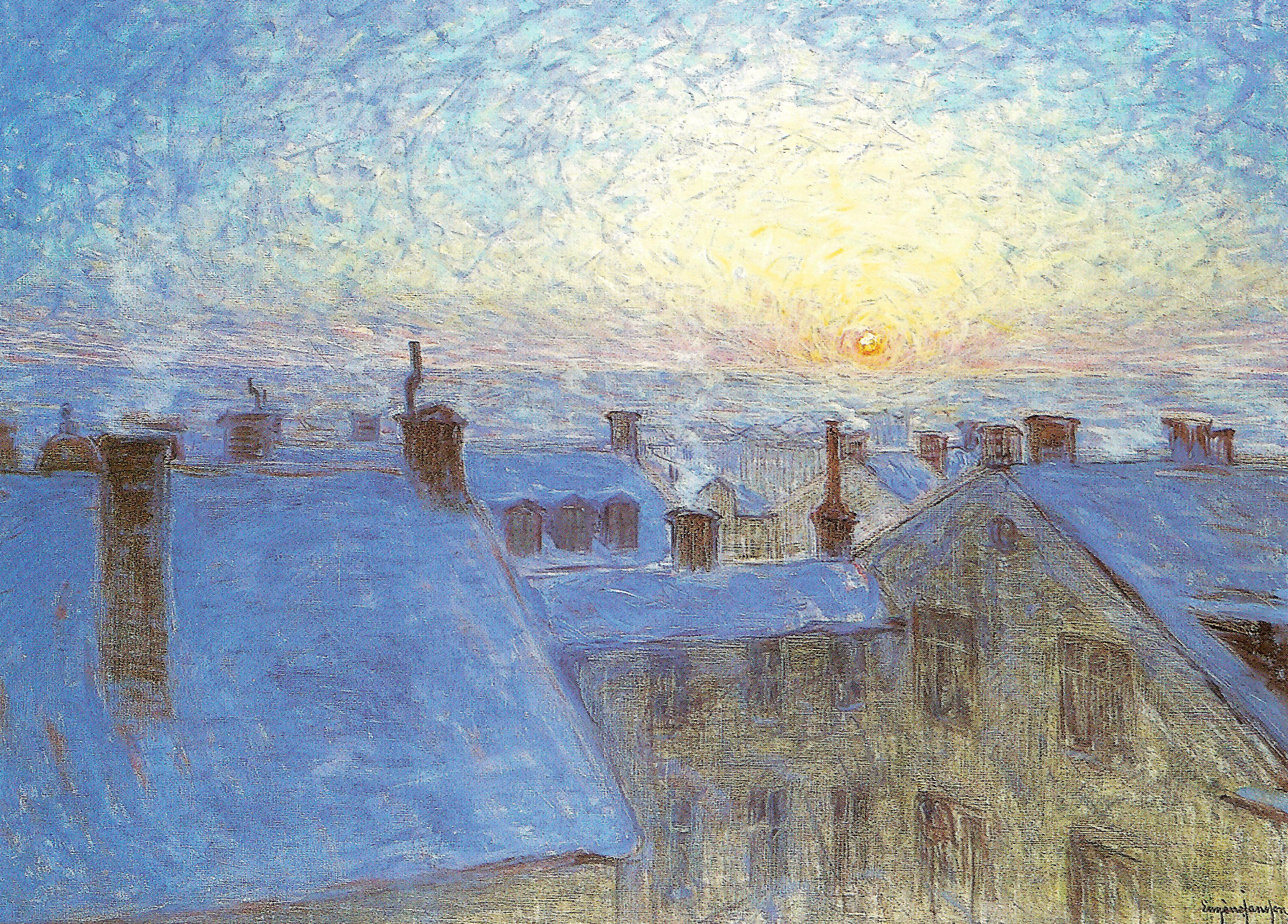
طلوع آفتاب در پشت بام‌ها، ۱۹۰۳ (موزه ملی، استکهلم) (تصویر برش خورده‌است)
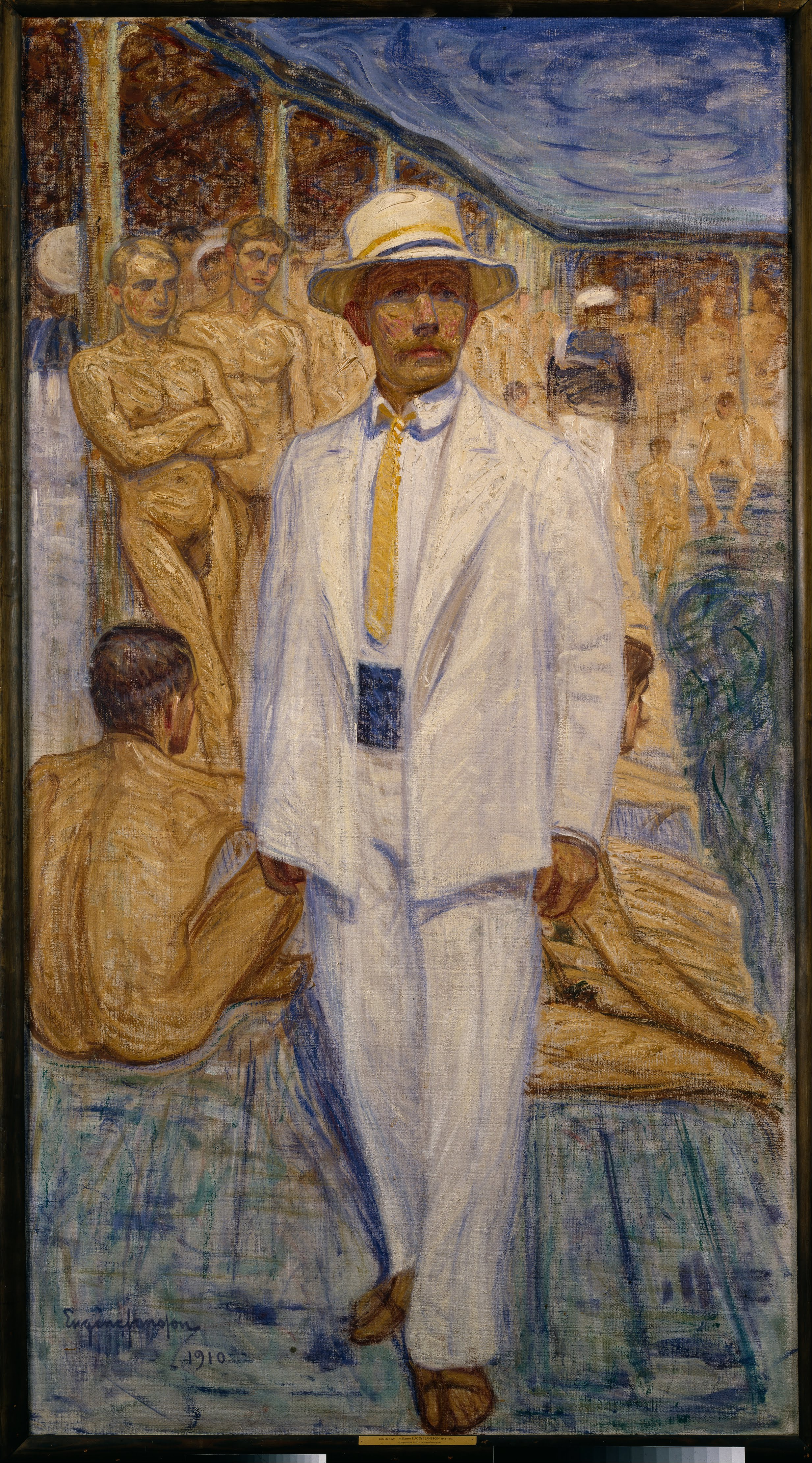
خودنگاره ۱۹۱۰ م. موزه ملی سوئد
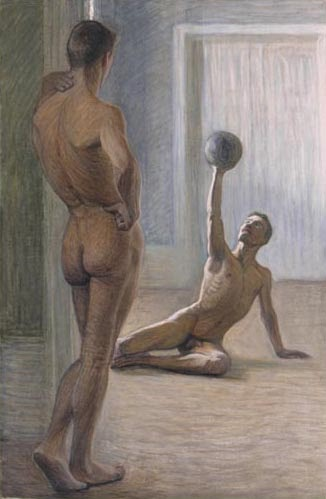
روز باشکوه حوالی ۱۹۰۷ م.
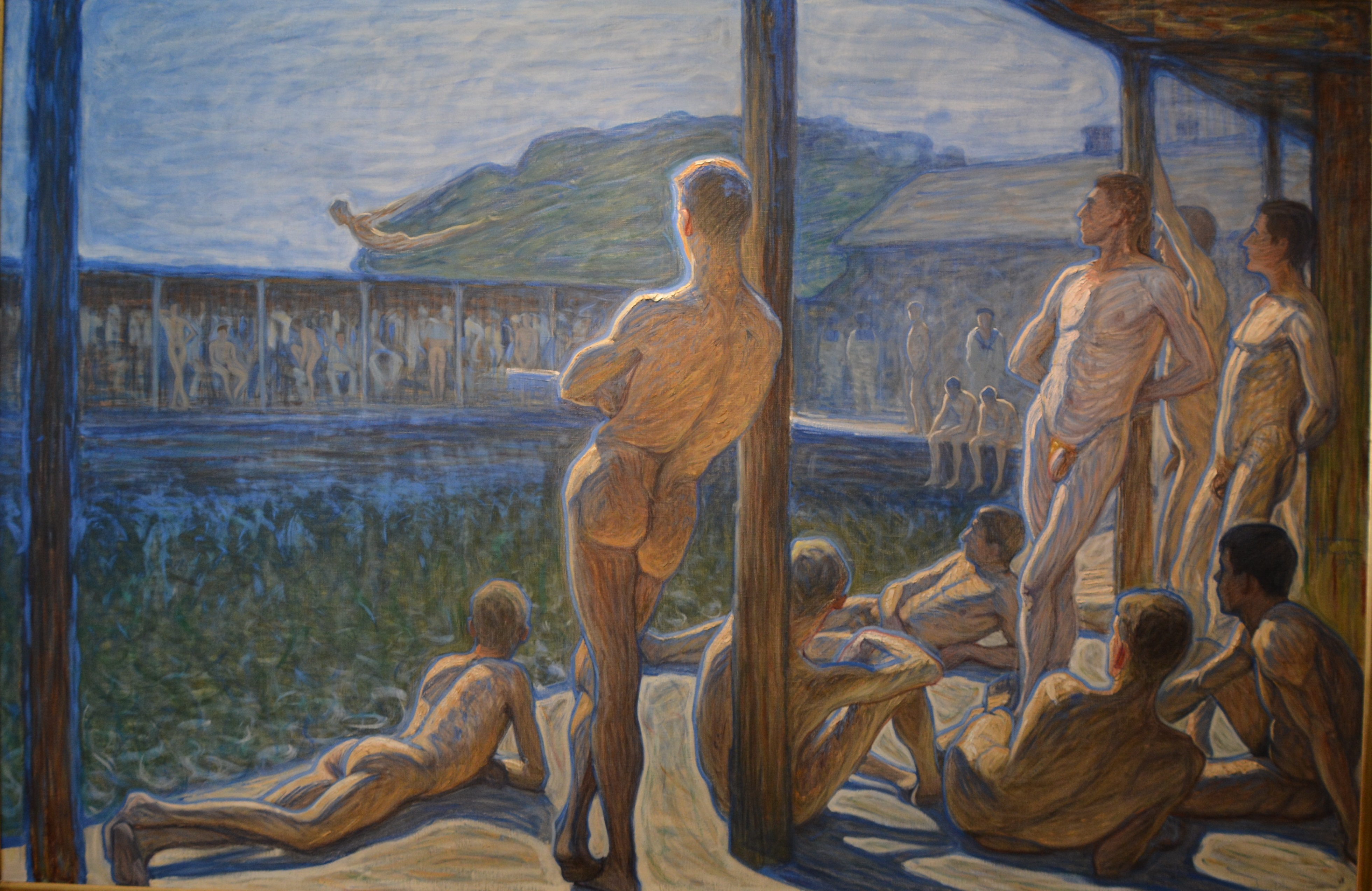
حمام دریایی
۱۹۰۷ م.
نگارخانهٔ تیلسکا (en)